# Temple Ewell
Temple Ewell är en ort och civil parish i grevskapet Kent i sydöstra England. Orten ligger i distriktet Dover, cirka 4 kilometer nordväst om Dover. Civil parishen hade 1 764 invånare vid folkräkningen år 2021. Temple Ewell nämndes i Domedagsboken (Domesday Book) år 1086, och kallades då Etwelle/Ewelle.